# Xylocopa canaria
Xylocopa canaria är en biart som först beskrevs av Cockerell och Leveque 1925.  Xylocopa canaria ingår i släktet snickarbin, och familjen långtungebin. Inga underarter finns listade i Catalogue of Life.